# Guatteria collina
Guatteria collina är en kirimojaväxtart som beskrevs av Robert Elias Fries. Guatteria collina ingår i släktet Guatteria och familjen kirimojaväxter. Inga underarter finns listade i Catalogue of Life.